# Alessandra Leão
Alessandra Leão, née le 27 janvier 1979 à Recife (Pernambouc), est une chanteuse, compositrice, percussionniste et productrice de musique populaire brésilienne.

## Discographie
- Brinquedo de Tambor (2006)
- Folia de Santo (2007)
- Dois Cordões (2009)
- Guerreiras (2010)
- Pedra de Sal (EP)
- Lingua (EP)
- Aço (EP)
- Macumbas e Catimbós (2019)
- Acesa
- Exu Ajuo